# Henrich Focke

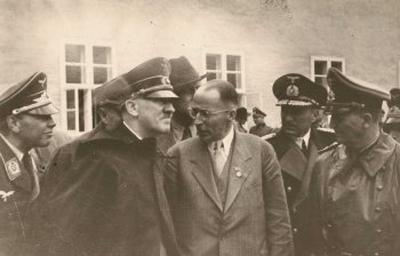
Henrich Focke z Adolfem Hitlerem

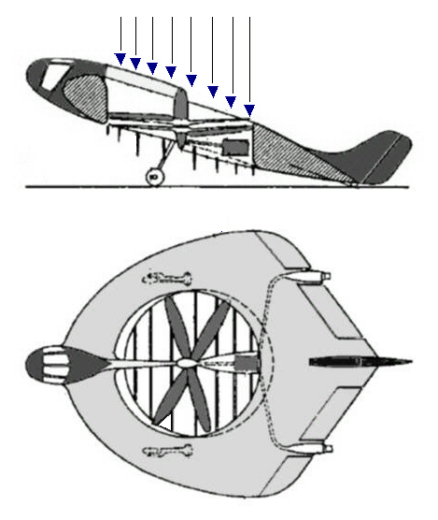
Konstrukcje Henricha Focke

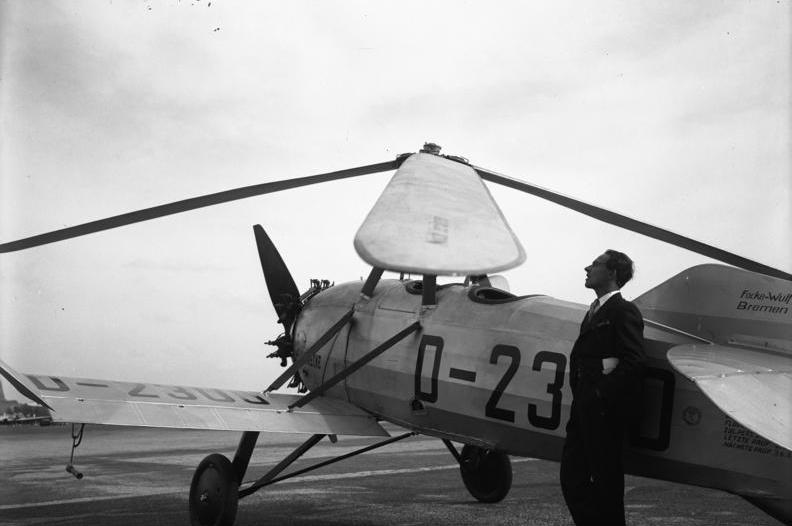
Wiatrakowiec Focke-Wulf C 19 „polny”

Henrich Focke (ur. 8 października 1890 w Bremie, zm. 25 lutego 1979 tamże) – niemiecki konstruktor samolotów i śmigłowców. Wraz z Georgiem Wulfem i Wernerem Neumannem założyli zakłady lotnicze Focke-Wulf w 1924 roku.

## Życiorys
Urodził się jako syn Johanna i Louisy Focke 8 października 1890 r. w Bremie.
Focke studiował na Uniwersytecie Hanowerskim, gdzie poznał swojego przyszłego wspólnika biznesowego – George Wulfa.
W 1924 r. został współzałożycielem wytwórni samolotów Focke-Wulf. W latach 30. XX w. rozpoczął produkcję wiatrakowców (seria Fw C-30A) będących podstawą do zaprojektowania śmigłowców.
W 1934 r., po przejęciu władzy w Niemczech przez NSDAP, Focke został zmuszony do wycofania się z zarządu spółki. Dostał jednak pozwolenie na kontynuowanie prac konstrukcyjnych.
Stworzył szereg konstrukcji lotniczych: samolot „Ente” („Kaczka”) oraz samoloty A 16, „Move”, „Habicht”, „Bussard o Focke” (do 1933). Jego wiatrakowiec „Fw 61” pobił wszystkie światowe rekordy lotu w 1937 roku. Również nowy śmigłowiec – Fa 223 był udaną konstrukcją. Samolot jego wytwórni Fw 200 Kondor, dokonał lotu bez lądowania na trasie Berlin – Nowy Jork.
W 1937 r. założył firmę Focke-Achgelis.
Po wojnie współpracował z francuską firmą SNCASE, później wyjechał do Brazylii, gdzie kontynuował prace konstrukcyjne. Pracował również jako doradca techniczny Brytyjskiego Ministerstwa Lotnictwa. W następnych latach powrócił do ojczyzny.
Zmarł 25 lutego 1979 r. w rodzinnym mieście.